# Marco Martin
Marco Martin (Modena, 28 febbraio 1964) è un ex cestista italiano.

## Carriera
Inizialmente ala tiratrice e successivamente centro, esordisce in serie A1 con la Squibb Cantù allenata da Valerio Bianchini che quell'anno vincerà la Coppa Campioni. L'anno successivo passa alla Pallacanestro Brindisi di Elio Pentassuglia dove trascorrerà quattro stagioni. Arriva a Trapani nel 1986 e scende di categoria in B1, e successivamente in serie B2 alla  Pallacanestro Vigevano. Torna a Trapani l'anno successivo e partecipa alla scalata della formazione siciliana con le due promozioni consecutive dalla B1 alla A1. Nel 2012 entra a gran titolo nello staff tecnico della A.S.D. Scuola Pallacanestro Vignola.

## Palmarès

### Trofei internazionali
- Coppa dei Campioni: 1

Cantù: 1981-1982

### Trofei nazionali

#### Promozioni
- 1989-90 -  Pall. Trapani dalla Serie B1 alla Serie A2
- 1990-91 -  Pall. Trapani dalla Serie A2 alla Serie A1